# Gokkun

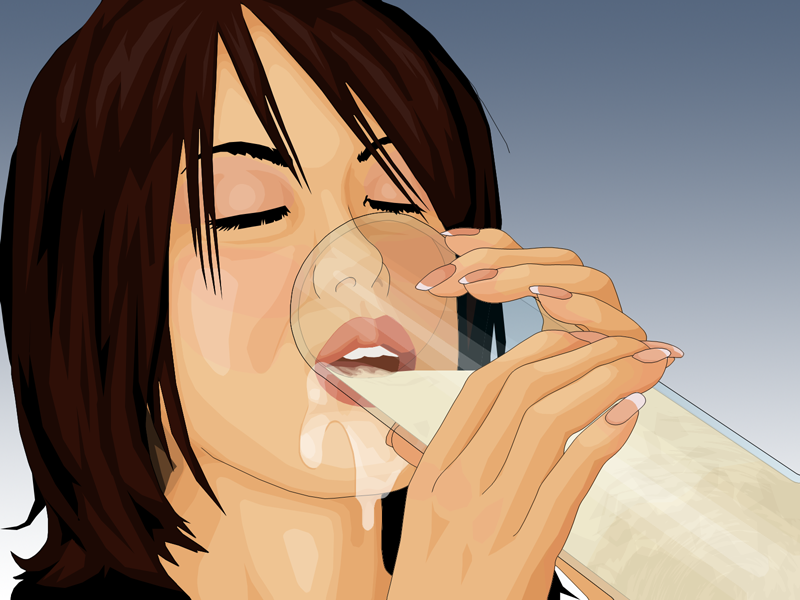
Rappresentazione grafica di un gokkun

Gokkun (ごっくん?) è un termine di origine giapponese con cui in pornografia si indica l'ingestione dello sperma.

## Storia
Gokkun è una parola onomatopeica la cui pronuncia assomiglia al suono emesso durante la deglutizione. Tra le scene gokkun che ricorrono nei film porno si trovano una o più donne che bevono o leccano lo sperma da bicchieri, piatti, tazze, eccetera.
Al di fuori del Giappone il gokkun è considerato una versione alternativa del bukkake o è, erroneamente, considerato una pratica analoga.